# Fenouillet (Alto Garona)
Fenouillet (Fenolhet en lengua occitana) es una comuna francesa del departamento del Alto Garona en la región de Mediodía-Pirineos. Se encuentra dentro del área urbana de Toulouse, al norte de la misma.

## Feria
Fenouillet es conocida por ser el lugar donde se celebra la feria taurina de Toulouse (Tolosa Toros) todos los meses de junio desde 2003 y que en los últimos años ha logrado reunir cerca de 120 000 personas durante los 4 días que dura.

## Demografía
| 1 792 | 2 133 | 2 954 | 2 928 | 3 426 | 4 028 |
| Para los censos de 1962 a 1999 la población legal corresponde a la población sin duplicidades (Fuente: INSEE [Consultar]) |       |       |       |       |       |